# فرهنگ ناتوفی
فرهنگ ناتوفیان (انگلیسی: Natufian culture) از مهم‌ترین فرهنگ‌های معرف دوره فراپارینه سنگی در خاور نزدیک است که به عنوان فرهنگ بلافاصله قبل از کشاورزی در منطقه مناطق شرقی دریای مدیترانه شناخته شده‌است.
این فرهنگ را برخاسته از فلسطین می‌دانند. در این فرهنگ سازه‌های استقراری به صورت سازه‌های خشتی و چینه نبوده، بلکه یا سازه‌های سنگ چین هستند یا استقرار در غارها بوده‌است.
در این فرهنگ حیوانات اهلی نداریم، غلات به صورت وحشی درو می‌شوند، مواد غذایی در انبارک‌ها ذخیره می‌شوند، ماهیگیری جزء راه‌های امرار معاش مردمان است و در میان آثار آن‌ها به اشیاء هنری و تزئینی بر می‌خوریم. نمونه‌های این فرهنگ در لایه III عین ملاحه، تحتانی‌ترین لایه جریکو، غارهای عرق الاحمر و شقبا و تراس‌های وادی فلاح دیده می‌شود. لازم به ذکر است که عده‌ای از جمله جیمز ملارت فرهنگ ناتوفیان را متعلق به دوران آغاز نوسنگی (Proto-neolithic) می‌دانند.
این دوره بین سال های  ۱۵۰۰۰ تا ۱۱۵۰۰ قبل از میلاد می باشد 

## کشف
فرهنگ ناتوفی توسط دوروتی گارود باستانشناس بریتانیایی در جریان کاوش غار شقبا در تپه های جوداییان کشف شد. وی در این غار لایه ای بین بقایای پارینه‌سنگی زبرین و عصر برنز حاوی ریزسنگ یافت.